# 橋本英也
橋本 英也（はしもと えいや、1993年12月15日 - ）は、岐阜市出身の競輪選手、自転車競技（トラックレース）選手。自転車競技選手としては、チーム ブリヂストン サイクリング所属。競輪選手としては、日本競輪選手会岐阜支部所属、ホームバンクは大垣競輪場。日本競輪学校（当時。以下、競輪学校）113期生。師匠は児玉利文（76期）。

## 来歴
岐阜県立岐南工業高等学校に入学後に自転車競技をはじめた。
全国高等学校総合体育大会自転車競技大会（高校総体）では、2010年および2011年に団体追抜で優勝に貢献、2011年には個人追抜も制した。また、国民体育大会自転車競技（国体）では、少年・4000m速度競走において、2010年および2011年と連覇。また、2011年にタイで開催された第31回アジア自転車競技選手権大会では、団体追抜で優勝に貢献。
2012年、鹿屋体育大学入学。2016年春に同大学を卒業後はNIPPOの支援を受けながらオリンピックも視野に入れ、トラック競技を続ける。同年秋に競輪学校入学試験を受験、2017年1月に合格通知を受ける。
2017年5月10日、競輪学校に第113期生として入学。在学中も各種自転車競技に出場を続ける。競輪学校在校時の競走成績は7勝を挙げ15位で、2018年3月に卒業。
2018年7月11日、四日市FII第5レースでデビュー。デビュー戦で初勝利を挙げただけでなく、同開催では3日間全て1着で完全優勝（初優勝）。
ナショナルチームとしての活動がメインのため競輪競走の参加は少なく、2022年までで出走は103走に留まっている（同期は2022年までに概ね300走している）。2023年も初戦は3月26日からの大垣FIIとなった。
2024年パリオリンピックの自転車競技では、男子4000メートル団体追い抜き予選に今村駿介、中野慎詞、窪木一茂とともに出場したが、3分53秒489のタイムで10位となり予選敗退となった。
2024年限りでブリヂストンを退団し、キナンレーシングチームへ移籍した。

## 実績
2011年
- トラックレース全日本選手権
  -  4km個人追抜 優勝
  -  4km団体追抜 優勝
  - ポイントレース 2位

2012年
- トラックレース全日本選手権
  -  個人追抜 優勝。同種目予選で、4分30秒441の日本新記録を樹立[8]した。
  -  団体追抜 優勝

2013年
- アジア選手権
  - 団体追抜 2位
- トラックレース全日本選手権
  -  個人追抜 3連覇
  -  ポイントレース 優勝

2014年
- ジャパン・トラック・カップ
  - 男子エリートオムニアム 3位
- トラックレース全日本選手権
  -  4km個人追抜 優勝
  -  ポイントレース 優勝
  -  男子マディソン 優勝
  -  男子チームパーシュート 優勝
- アジア競技大会
  - オムニアム　優勝
  - 団体追抜　3位
- アジア選手権
  - オムニアム　2位

2016年
- アジア選手権
  - オムニアム　優勝

2017年
- トラックレース全日本選手権
  -  オムニアム 優勝
- 12月チーム ブリヂストン サイクリングへの加入を発表（UCIレース参加のため）[9]。

2018年
- アジア選手権
  - オムニアム　優勝
- アジア競技大会
  - オムニアム　優勝

2019年
- 2019-2020トラックワールドカップ第4戦ニュージーランド　
  - オムニアム　第4位
- 2019-2020トラックワールドカップ第5戦オーストラリア
  - オムニアム　第3位

2020年
- 6月、新型コロナウイルスで延期している東京オリンピックのオムニアム代表が内定した[10]。

2021年
- 東京オリンピックオムニアム 15位[11]

2023年
- 2023UCIトラック　ネーションズカップ第1戦ジャカルタ
  - エリミネーション　優勝[12]